# Дегшаль (дегестан)
Дегшаль (перс. دهشال) — дегестан в Ірані, в Центральному бахші, в шагрестані Астане-Ашрафіє остану Ґілян. За даними перепису 2006 року, його населення становило 9125 осіб, які проживали у складі 2783 сімей.

## Населені пункти
До складу дегестану входять такі населені пункти:
- Амір-Ханде
- Дарґах
- Дахель
- Дегшаль
- Зірдег
- Карсідан
- Келід-Сар
- Лабешка
- Лешкам
- Новшар
- Пошаль
- Сейкаль-Сара
- Сухте-Кух
- Тазеабад-е-Фушазаде
- Тасанде
- Фушазаде
- Шешкаль